# Donkey Kong Country 3: Dixie Kong's Double Trouble!
Donkey Kong Country 3: Dixie Kong's Double Trouble! is het laatste deel in de oorspronkelijke Donkey Kong Country-trilogie. Het is ontwikkeld door Rare onder de voormalige naam Rareware en uitgegeven door Nintendo. Het is eind 1996 uitgebracht voor de Super NES/Super Famicom, en is later (met andere muziek; zie "Heruitgaven") geporteerd naar de Game Boy Advance in november 2005. Met kerst 2007 is de titel beschikbaar gesteld voor de Wii's Virtual Console.

## Verhaal
Dit derde deel uit de Donkey Kong-serie speelt zich af op Northern Kremisphere. Donkey en Diddy Kong zijn naar dit gebied afgereisd voor een welverdiende vakantie. Ze hebben een brief gestuurd naar de andere Kongs, maar het duurt wel erg lang voordat zij terugkomen. Na de avonturen op Crocodile Isle is van de Kremlings weinig vernomen. Wel gaan er geruchten dat zij sinds kort een nieuwe leider zouden hebben, die zichzelf KAOS noemt. Dixie Kong vertrouwt de heersende stilte niet en gaat samen met haar baby-neefje Kiddy Kong op zoek naar de verloren vakantiegangers.
Tijdens hun avontuur kruisen zij wederom paden met de Kremling Krew. Op het einde van het verhaal blijkt KAOS een robotwezen te zijn, gemaakt door K. Rool. Nu in de rol van Dr. K. Roolenstein, bestuurt hij het apparaat van achter de schermen. Donkey en Diddy zitten opgesloten in het mechanische lichaam van KAOS en worden gebruikt om de machine aan te sturen. Wanneer KAOS is verslagen vindt wederom een gevecht met K. Rool plaats.
De GBA-versie had geen introductieverhaal, in tegenstelling tot de andere twee versies.
In de hoofdrollen van Donkey Kong Country 3: Dixie Kong's Double Trouble zijn te zien:
- Dixie Kong: Na Donkey en Diddy is deze keer Dixies tijd aangebroken om de ster van het spel te zijn. Dixie vertrouwde het helemaal niet toen Donkey en Diddy niet terugkwamen van vakantie en is vastbesloten haar vrienden terug te vinden. Dixie lijkt in vele opzichten op Diddy, maar heeft een grote blonde paardenstaart waarmee ze vijanden kan wegslaan. Dixies bekendste beweging is echter haar helikopterdraai. Door haar staart te bewegen als een propeller, kan ze zwevend afstanden afleggen en zo langzaam afdalen. Dit geeft Dixie grote voordelen bij moeilijk te overbruggen obstakels. Dixie is verder herkenbaar aan haar roze baret (aanvankelijk met een gouden Rareware-speld) en shirt. In eerdere games droeg ze eveneens roze kniebeschermers.
- Kiddy Kong: Dixie Kongs jonge neefje. Hoewel hij nog veel te leren heeft, lijkt Kiddy erg op Donkey Kong. Deze baby is behoorlijk groot voor zijn leeftijd en beschikt al over veel kracht. Hij kan vijanden omver rollen met een krachtige koprol en heeft minder moeite met het verslaan van grotere vijanden. Met genoeg snelheid kan Kiddy over het water stuiten. Kiddy heeft een speels karakter en kijkt regelmatig vol verbazing om zich heen. De vacht op zijn hoofd is wat lichter van kleur, hij draagt een blauw kruippakje en een groene fopspeen om zijn nek. Kiddy en Dixie vormen samen een goed team. De speler kan op ieder moment wisselen tussen beide apen. Ook kunnen zij elkaar weggooien. Wanneer Kiddy Dixie weggooit kunnen hogere platformen worden bereikt, maar als Dixie Kiddy gooit kan hij met zijn gewicht gevoelige plaatsen in platformen doorbreken. Dit is echter wel oppassen, want men kan op deze manier ook zijn maatje verliezen.

## Muziek
DKC3's muziek is gecomponeerd door Eveline Fischer en David Wise, waarbij Fischer het meeste heeft geproduceerd.

## Heruitgaven
Net als de twee eerdere Donkey Kong Country-spellen werd een GBA-poort ontwikkeld. Deze versie mist de ondertitel "Dixie Kong's Double Trouble!". Andere veranderingen zijn de komst van Pacifica, een bonuswereld die alleen in de GBA-versie zit, beschikbaar vanaf halverwege het spel. Dit verschilt met andere GBA-poorten zoals Yoshi's Island, waar nieuwe levels pas beschikbaar kwamen nadat het spel was voltooid. Met de komst van Pacifica werd de baas Barbos daarheen verplaatst en kwam de nieuwe baas Kroctopus ervoor in de plaats. De gepoorte versie had compleet nieuwe muziek gecomponeerd door David Wise. GameSpot zei in hun artikel dat de muziek in sommige gevallen beter was dan het origineel, zoals de levels in Lake Orangatanga. Er waren ook wat kleine veranderingen, zoals een lichter scherm. Wrinkly Kong's "save caves" zijn verwijderd en vervangen door Cranky's Dojo. Swanky's bonusspellen zijn nu virtual reality waar de speler sterren moet verzamelen.

## Ontvangst
Het spel verkocht wereldwijd 2,89 miljoen exemplaren waarvan 1,7 miljoen in Japan. De GameRankings-score is 86%, de laagste van de drie Donkey Kong Country-spellen.

## Trivia
- Het spel is opgenomen in het boek 1001 Video Games You Must Play Before You Die van Tony Mott.

Lijst van Donkey Kong-spellen